# Bogdan Madej
Bogdan Madej (ur. 28 listopada 1934 w Mikaszewiczach koło Łunińca, zm. 3 października 2002 w Lublinie) – polski prozaik.

## Życiorys
We wczesnym dzieciństwie przebywał z rodzicami w Grodnie. Lata wojenne spędził w Łętowni (woj. podkarpackie). Uczęszczał do Liceum Ogólnokształcącego w Sokołowie Małopolskim i Lesznie, nie ukończył żadnego z nich. Od 1960 r. mieszkał w Chełmie Lubelskim, później w Lublinie. Był urzędnikiem przedsiębiorstw budowlanych. Debiutował na łamach prasy jako prozaik w 1958 r.
Publikował m.in. w paryskiej „Kulturze”, za co w latach 70. został objęty zakazem druku w PRL-u. Zalecenia cenzorskie dotyczące jego osoby zanotował Tomasz Strzyżewski, który w swojej książce o peerelowskiej cenzurze opublikował notkę informacyjną z 1975 roku Głównego Urzędu Kontroli Prasy, Publikacji i Widowisk. Wytyczne dla cenzorów głosiły: „Wszelkie publikacje pisarza lubelskiego Bogdana Madeja oraz wzmianki o nim i jego utworach należy sygnalizować kierownictwu GUKPPiW. Treść niniejszego zapisu jest przeznaczona wyłącznie do wiadomości cenzorów.”.
Na podstawie jego prozy Piotr Łazarkiewicz zrealizował w 1990 r. film W środku Europy. Inne filmy zrealizowane na podstawie prozy Bogdana Madeja to: Pan W. oraz Kurs na lewo.

## Twórczość
- Młodzi dorośli ludzie
- Uczta
- Konstelacja
- Piękne kalalie
- Maść na szczury
- Półtraktat o lewitacji
- Abonament